# Eskilstuna Isstadion
Eskilstuna Isstadion är en landisbana i Eskilstuna i Sverige, som används av Eskilstuna IK och Eskilstuna BS. Den invigdes den 30 december 1967 med en ishockeymatch där ett ihopsatt lag med spelare från AIK, Djurgårdens IF och Södertälje SK mötte Krylja Sovetov.
Publikkapaciteten är 10 000 åskådare. Publikrekordet för bandy är 6 262 från i SM-kvartsfinalen i mars 1979 mellan Hälleforsnäs IF och Västerås SK.
Måttet är 105 x 65 meter.
Världsmästerskapet i bandy för herrar spelades här 1979, 1971, 2006 och 2009.